# باسيل بولتن
باسيل بولتن هو طبيب كندي، ولد في 6 مارس 1938 في كونسورت في كندا، وتوفي في 3 يناير 2008 في إيسكويمالت في كندا.